# Alexander Merkel
Alexander Merkel (ros. Александр Меркель; ur. 22 lutego 1992 w Ałmaty) – kazachski piłkarz niemieckiego pochodzenia występujący na pozycji pomocnika w austriackim klubie FC Admira Wacker Mödling oraz w reprezentacji Kazachstanu.

## Kariera klubowa

### Początki
Alexander Merkel urodził się w Kazachstanie, jednak w wieku 6 lat wyemigrował do Niemiec. Pierwsze kroki jako piłkarz stawiał w amatorskiej drużynie JSG Westerwald. W wieku 11 lat przeniósł się do VfB Stuttgart.

### AC Milan
W roku 2008 Merkel przeniósł się do Włoch, gdyż podpisał kontrakt z zespołem AC Milan z Serie A. W drużynie Primavery wywalczył z kolegami Młodzieżowy Puchar Włoch.
W sezonie 2009/2010 młody Niemiec kilkakrotnie był powoływany do pierwszej drużyny Milanu, jednak ani razu nie znalazł się nawet na ławce rezerwowych w oficjalnym meczu. Przed sezonem 2010/2011 Merkel grywał w sparingach tego zespołu. Oficjalnie zadebiutował w Milanie 8 grudnia 2010, w meczu Ligi Mistrzów przeciwko Ajaxowi Amsterdam. Niecały miesiąc później rozegrał pierwszy mecz w Serie A, wygrany przez swą drużynę 1:0 z Cagliari Calcio. 20 stycznia 2011 zadebiutował w spotkaniu o Puchar Włoch z zespołem AS Bari. Mecz zakończył się zwycięstwem Milanu 3:0, a Merkel strzelił jedną z bramek.
Drużyna Milanu sezon 2010/2011 zakończyła na pierwszym miejscu w tabeli, odbierając tym samym tytuł mistrza Włoch lokalnemu rywalowi Interowi Mediolan. Merkel przyczynił się do tego sukcesu, rozgrywając w sumie sześć spotkań w tym sezonie.

### Genoa CFC
Latem 2011 roku Merkel został pozyskany przez klub Genoa CFC na zasadzie współwłasności z Milanem. Przez niespełna pół sezonu rozegrał 13 meczów w barwach klubu z Genui. W Genoa CFC grał z dużą regularnością za co zbierał same dobre oceny co wyrobiło mu bardzo dobrą opinię w Serie A.

### Powrót do Milanu
Dobra postawa Merkela w zespole Genoi sprawiła, że 17 stycznia 2012 roku AC Milan postanowił go wypożyczyć do końca sezonu. Zawodnik 26 stycznia 2012 roku w meczu z S.S. Lazio nabawił się kontuzji więzadła bocznego przyśrodkowego w prawym kolanie co wykluczyło go z gry na dwa miesiące.

### Powrót do Genoi
W lipcu 2012  Merkel powrócił do Genoi w zamian za drugą połowę karty Stephana El Sharrawy'ego (połowa karty kosztowała 10 mln €). Merkel po kolejnym powrocie do Genoi powiedział, że Milan to już dla niego zamknięty rozdział i nie powróci znów do tego klubu.

### Kolejne kluby
W styczniu 2014 roku Merkel przeszedł do Udinese Calcio, z którego wypożyczany był do Watford F.C. i Grasshopper Club. W lipcu 2016 roku trafił do Pisa Calcio, a trzy tygodnie później został graczem VfL Bochum.

### Statystyki
| Sezon     | Klub             | Kraj       | Rozgrywki             | Mecze | Gole |
| --------- | ---------------- | ---------- | --------------------- | ----- | ---- |
| 2010/2011 | A.C. Milan       | Włochy     | Serie A               | 6     | 0    |
| 2011/2012 | Genoa CFC        | Włochy     | Serie A               | 13    | 0    |
| 2011/2012 | A.C. Milan       | Włochy     | Serie A               | 1     | 0    |
| 2012/2013 | Genoa CFC        | Włochy     | Serie A               | 6     | 1    |
| 2012/2013 | Udinese Calcio   | Włochy     | Serie A               | 5     | 0    |
| 2013/2014 | Udinese Calcio   | Włochy     | Serie A               | 0     | 0    |
| 2013/2014 | Watford F.C.     | Anglia     | Championship          | 11    | 1    |
| 2014/2015 | Grasshopper Club | Szwajcaria | Swiss Super League    | 6     | 0    |
| 2015/2016 | Udinese Calcio   | Włochy     | Serie A               | 1     | 0    |
| 2016/2017 | Pisa Calcio      | Włochy     | Serie B               | 0     | 0    |
| 2016/2017 | VfL Bochum       | Niemcy     | 2. Fußball-Bundesliga | 11    | 0    |
| 2017/2018 | VfL Bochum       | Niemcy     | 2. Fußball-Bundesliga | 2     | 0    |

Stan na: 6 marca 2017.

## Kariera reprezentacyjna
Merkel w reprezentacjach młodzieżowych grał już od piętnastego roku życia. 19 sierpnia 2009 zadebiutował w narodowym zespole U-18. Na placu gry pojawił się w 46. minucie spotakania z drużyną U-19 Arabii Saudyjskiej. W reprezentacji U-19 pierwszy mecz rozegrał 17 listopada 2010 przeciwko rówieśnikom z Czech. Wówczas strzelił bramkę otwierającą wynik spotkania. 12 listopada 2011 roku w konfrontacji z Polską U-20 zanotował debiut w kadrze U-20.
W 2015 roku zdecydował się na grę dla reprezentacji Kazachstanu. W kadrze zadebiutował 6 września 2015 w zremisowanym 0:0 meczu kwalifikacji do mistrzostw Europy z Islandią.

## Sukcesy
Milan
- Mistrzostwo Włoch: 2010/11